# سان جونيان
تقع مدينة سان جونيان أو القديس جونيان (بالفرنسية Saint-Junien) في منطقة ليموزان إلى الغرب من مدينة ليموج وعلى مسافة 30 كلم. تتبع إدارياً محافظة هوت فيين.

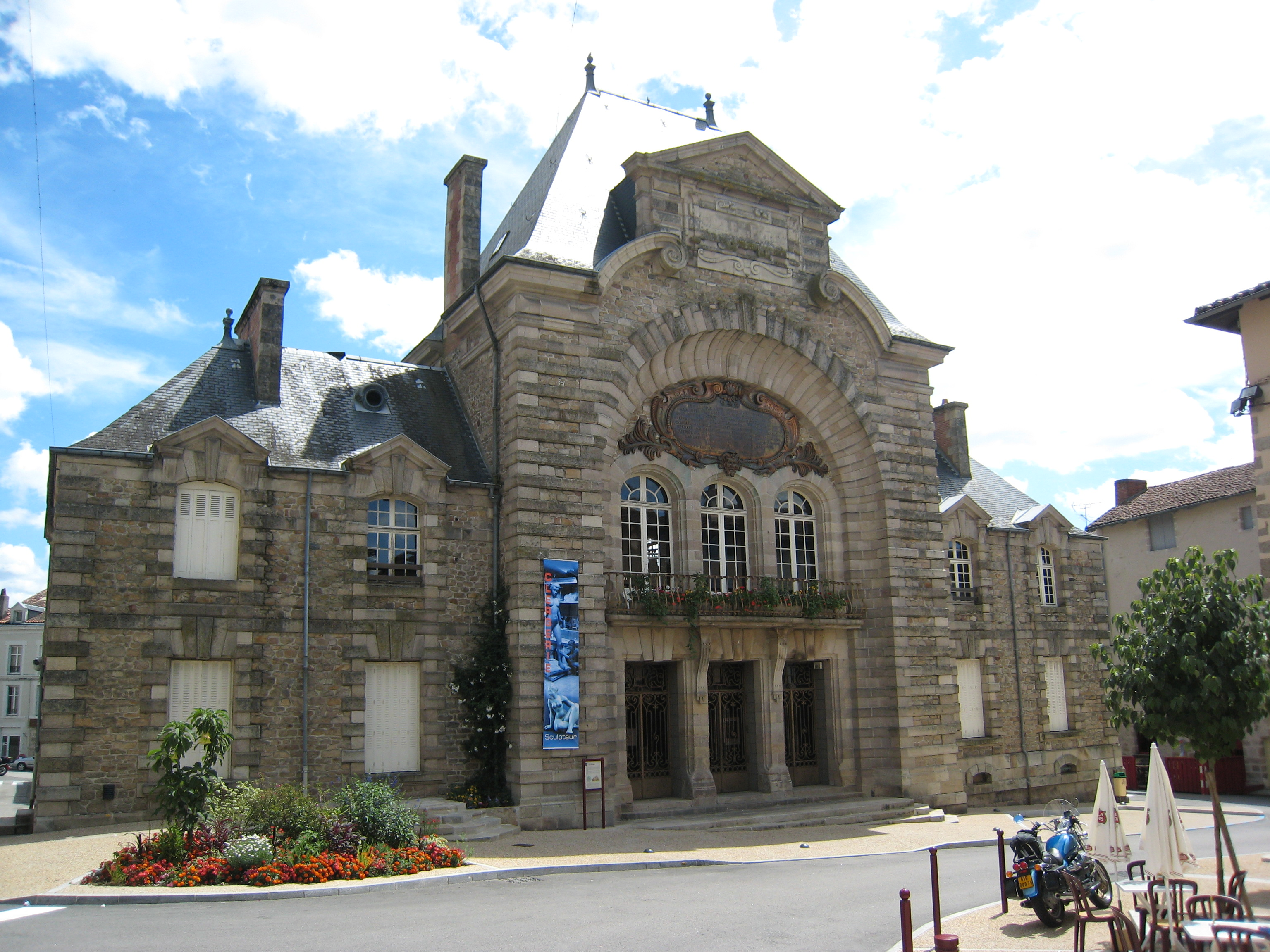
صالة الأفراح والمناسبات

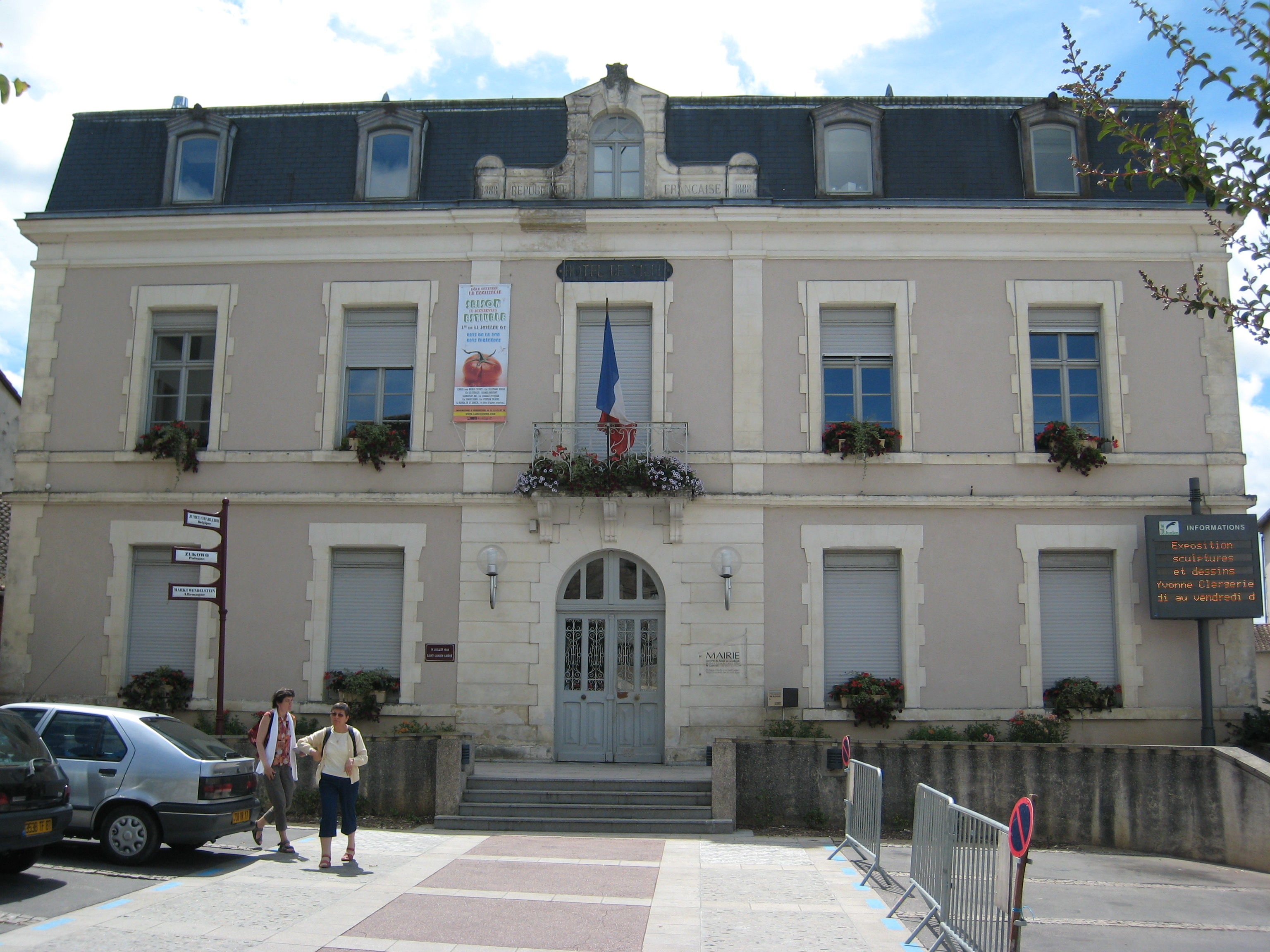
القصر البلدي

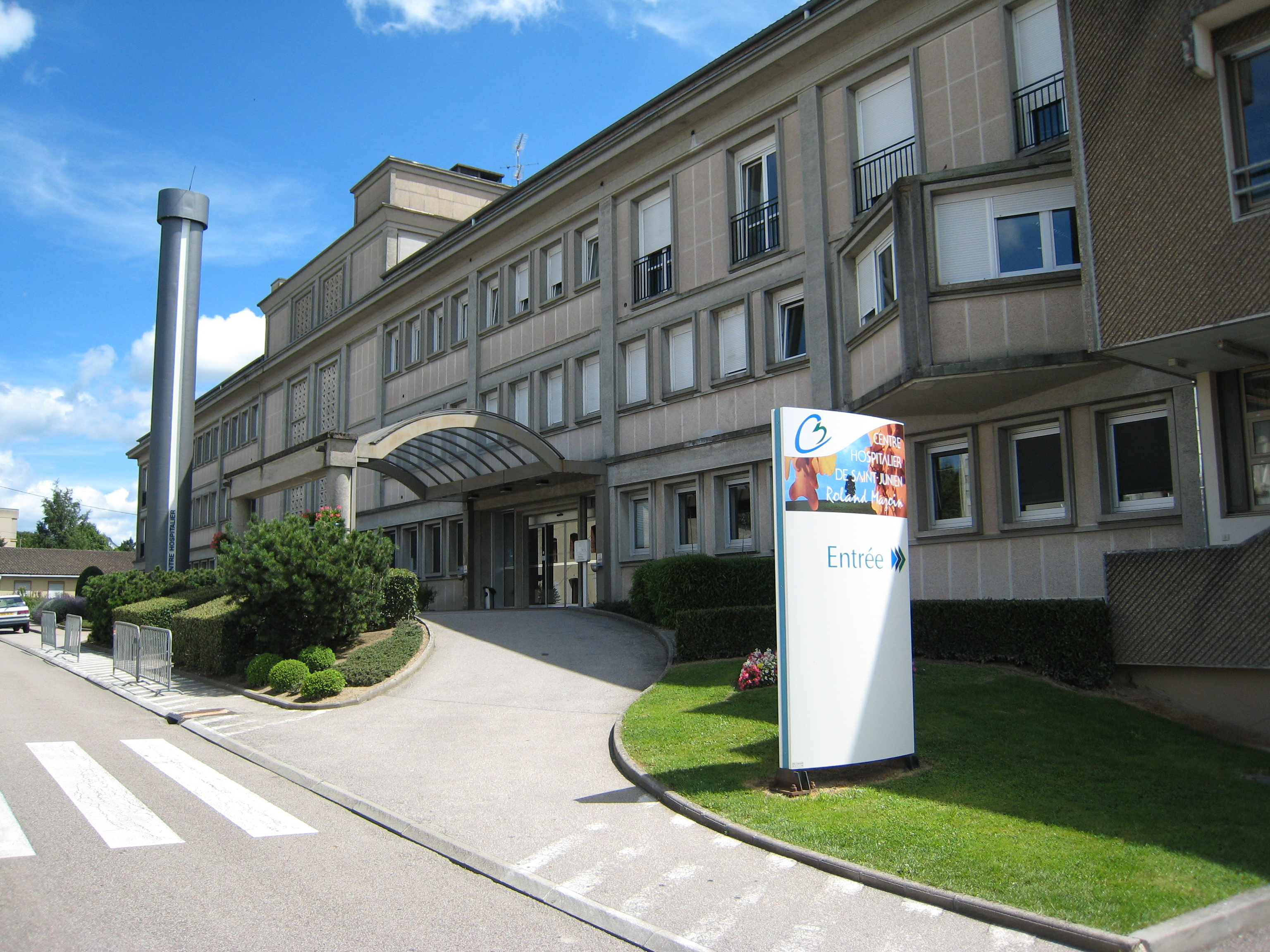
المشفى

## التعداد السكاني
يأتي عدد سكان سان جونيان في المرتبة الثانية على صعيد المحافظة بعد مدينة ليموج

## توأمة
لسان جونيان اتفاقيات توأمة مع كل من:
- فينديلشتآين
- Gmina Żukowo [الإنجليزية]‏
- Jumet [الإنجليزية]‏ منذ (1970 - )